# دونالد تسانغ
دونالد تسانغ (ولد في 7 أكتوبر عام 1944 في هونغ كونغ) هو ثاني رئيس تنفيذي في تاريخ مدينة هونغ كونغ ورئيس مجلسها التنفيذي السَّابق، دامت فترته منذ عام 2005 إلى 2012.
بدأ دونالد تسانغ مسيرته المهنية في مجال الخدمة المدنية عام 1967، حيث عمل في مناصب مختلفةً بالتجارة والمالية في قطاع خدمات هونغ كونغ المدنية، وقد نُصِّب أمين سر ماليٍّ لهونغ كونغ في عام 1995، ليكون أول شخصٍ صينيّ العرق يتولَّى هذا المنصب في تاريخ هونغ كونغ البريطانية. بقي في المنصب ذاته حتى بعد نقل ملكية هونغ كونغ من المملكة المتحدة إلى الصين في 1 يوليو عام 1997، وسرعان ما نُصِّب في عام 2001 أمين سرّ لإدارة هونغ كونغ، وأخيراً رئيساً تنفيذياً عام 2005 بعد استقالة سلفه تونغ تشو هوا. يُقدَّر دونالد تسانغ لعمله في تطوير اقتصاد هونغ كونغ خلال المناصب المختلفة التي تولَّاها في التسعينات ومطلع القرن الواحد والعشرين. منح دونالد تسانغ رتبة أعلى قائد فرسان في الإمبراطورية البريطانية في شهر يونيو عام 1997، قبل ساعاتٍ من نقل ملكية هونغ كونغ إلى الصين.
في أكتوبر 2015، وبعد تحقيق استمر ثلاث سنوات، وجهت اللجنة المستقلة لمكافحة الفساد في هونغ كونغ اتهامًا رسميًا لتسانغ بعدم الكشف عن تعارض مصالح أمام المجلس التنفيذي للإقليم.

## روابط خارجية
- دونالد تسانغ على موقع الموسوعة البريطانية (الإنجليزية)
- دونالد تسانغ على موقع مونزينجر (الألمانية)